# فيكتوريا يار أرول
فيكتوريا يار أرول، من مواليد 1948 وتُوفيت 1980، هي سياسية سودانية الجنسية، وأول امرأة من جنوب السودان ذهبت للدراسة في جامعة الخرطوم، امتلكت مقعد سياسي في التجمع الإقليمي لمقاطعة بحر الغزال والجمعية الشعبية الوطنية في السودان.

## الحياة المهنية
وُلدت فيكتوريا في عام 1948 بالسودان،. وكانت ابنة لزعيم قبائل الدينكا والذي كان لديه عدة زوجات و20 إلى 30 طفل، كانت أول من إلتحق من عائلتها بالمدرسة، وأول امرأة من جنوب السودان تدخل جامعة الخرطوم، حيث درست الاقتصاد والعلوم السياسية وتخرجت في الستينات.
تزوجت من توبي مادوت (Toby Maduot)، وهو طبيب وسياسي أصبح فيما بعد رئيسًا للاتحاد الوطني الإفريقي السوداني، وكان لديهما ثلاثة أطفال، وكانت فيكتوريا عضوة في الاتحاد، وأول امرأة تُنتخب في الجمعية الشعبية لمقاطعة بحر الغزال حيث ترأست لجنة لمكافحة الفساد، تم تعيينها نائبة وزير في الأمانة الإقليمية للاتحاد الاشتراكي السوداني في عام 1979.
وفي عام 1979 نادت بإعادة مدن أبيي والكرمك وكافيا كنجي المتنازع عليهم إلى المنطقة الجنوبية فقد كانوا من ضمنها قبل الاستقلال، كما حصلت على مقعد في المجلس الوطني السوداني كعضو ممثل للمرأة.
كانت عمة السياسية نياندنغ مالك ديليتش (Nyandeng Malek Deliech) حاكمة ولاية واراب،  فعندما كانت ديليتش على وشك الانتهاء من تعليمها الابتدائي في عام 1977 أخذتها فيكتوريا إلى جوبا لمواصلة دراستها بدلاً من ترك الدراسة والبقاء في قريتها. توفت فيكتوريا في عام 1980، وقد خلّد ذكراها رئيس جنوب السودان ريك مشار كواحدة من النساء الملهمات في جنوب السودان.